# Kwas mrówkowy
Kwas mrówkowy, E236 – organiczny związek chemiczny, najprostszy kwas karboksylowy. Sole i estry kwasu mrówkowego to mrówczany. Występuje m.in. we włoskach parzących pokrzyw oraz w jadzie mrówek.

## Historia
Kwas mrówkowy został opisany po raz pierwszy, jako Acid Juyce („kwaśny sok”), przez Samuela Fishera i dr. Hulse'a z Sheffield w Anglii. Otrzymany został przez destylację mrówek. Informację o swoim odkryciu przekazali Johnowi Rayowi, który wkrótce potem, w styczniu 1670 r., poinformował o tym wydawcę czasopisma Philosophical Transactions of the Royal Society of London. Już wcześniej zaobserwowano, że wydzielina mrówek zmienia kolor płatków kwiatów cykorii z niebieskiego na czerwony, który po pewnym czasie blednie. Doświadczenia Fishera i Hulse'a uznawane są za pierwsze badania chemiczne wydzielin owadów.
Metodę Fishera dopracowali w 1777 r. szwedzcy chemicy Johan Afzelius i Peter Öhrn. Wykazali oni, że jest to związek chemiczny różny od kwasu octowego. Potwierdził to później niemiecki chemik Sigismund Friedrich Hermbstädt, który uważał, że kwas mrówkowy można przekształcić w kwas octowy przez destylację z kwasem azotowym i „deflogistonizację”.
Właściwości chemiczne kwasu mrówkowego zbadali jako pierwsi Jacob Berzelius (1817) i Justus Liebig (1836).
Pierwszą chemiczną syntezę tego związku opisał w 1822 r. niemiecki chemik Johann Wolfgang Döbereiner. Uzyskał go przez destylację roztworu kwasu winowego w rozcieńczonym kwasie siarkowym w obecności MnO
2 (później wykazano, że MnO
2 jest zbędny i może nawet prowadzić do rozkładu powstającego kwasu mrówkowego). W kolejnych latach stwierdzono, że zamiast kwasu winowego można używać innych związków pochodzenia naturalnego, np. cukier, skrobię lub ligninę, a nawet całe części roślin, takie jak korzenie, ziarna żyta i kukurydzy. Wydajności początkowo były bardzo niskie. Badania te prowadzili m.in. Liebig i Leopold Gmelin. W 1831 r. Joseph Gay-Lussac stwierdził powstawanie kwasu mrówkowego podczas termolizy kwasu szczawiowego w obecności kwasu siarkowego. Rok później dawny asystent Gaya-Lussaca, T.J. Pelouze, opisał syntezę kwasu mrówkowego z kwasu cyjanowodorowego traktowanego stężonym kwasem solnym. W 1855 r. kolejny francuski chemik, Marcellin Berthelot, opracował syntezę kwasu mrówkowego z tlenku węgla i wilgotnego wodorotlenku potasu, które w temp. 100 °C tworzą mrówczan potasu. Sól tę przeprowadził w wolny kwas działaniem kwasu siarkowego. Była to metoda podobna do jednego z procesów stosowanych w czasach współczesnych (patrz niżej). Rok później Berthelot opisał metodę otrzymywania kwasu mrówkowego w reakcji kwasu szczawiowego z glicerolem. Produktem pośrednim jest ester, mrówczan glicerolu, który w warunkach prowadzenia procesu (100 °C, 12–15 h) ulega hydrolizie, gdyż w reakcji jednocześnie powstaje woda:
C
3H
5(OH)
3 + (COOH)
2  →  C
3H
5(OH)
2(OOCH) + CO
2 + H
2O
C
3H
5(OH)
2(OOCH) + H
2O  →  C
3H
5(OH)
3 + HCOOH
sumarycznie:
(COOH)
2  →  HCOOH + CO
2

## Otrzymywanie
Kwas mrówkowy na skalę przemysłową otrzymuje się:
- z tlenku węgla i wodorotlenku sodu
- z tlenku węgla i metanolu
- jako produkt uboczny podczas produkcji kwasu octowego metodą utleniania węglowodorów.

Synteza z CO i NaOH
Najstarszą metodą przemysłową jest reakcja tlenku węgla z wodorotlenkiem sodu. Proces ten prowadzi się w podwyższonej temperaturze i ciśnieniu, np. 180 °C i 15–18 atm:
NaOH + CO → HCOONa
Powstający w tym etapie mrówczan sodu krystalizuje i jest przeprowadzany w kwas mrówkowy poprzez zakwaszenie mieszaniny poreakcyjnej stężonym kwasem siarkowym:
2HCOONa + H
2SO
4 → 2HCOOH + Na
2SO
4
Synteza z CO i MeOH
Dominująca obecnie metoda produkcji kwasu mrówkowego z metanolu i CO rozpoczyna się od otrzymania z tych substratów mrówczanu metylu w obecności silnych zasad, np. metanolanu sodu lub metanolanu potasu. Reakcję prowadzi się typowo w fazie ciekłej, w temperaturze 80 °C, pod ciśnieniem 40–45 atm, choć w Związku Radzieckim opracowano proces przebiegający pod ciśnieniem 8 atm.
CH
3OH + CO → HCOOCH
3
W drugim etapie otrzymany ester poddaje się hydrolizie katalizowanej kwasami:
HCOOCH
3 + H
2O  ⇄ HCOOH + CH
3OH
Proces ten jest trudny ze względu na odwracalność reakcji i odtwarzanie estru podczas przerobu. Do czasu opracowania wydajnych technologii izolowania kwasu mrówkowego w 2 połowie XX w., mrówczan metylu przetwarzano na formamid i dopiero ten produkt hydrolizowano za pomocą np. ok. 70% kwasu siarkowego:
HCOOCH
3 + NH
3 → HCONH
2 + CH
3OH
2HCONH
2 + H
2SO
4 + 2H
2O → 2HCOOH + (NH
4)
2SO
4
Utlenianie węglowodorów
W zależności od technologii produkcji i substratów, na tonę kwasu octowego otrzymywanego w wyniku utleniania węglowodorów powstaje 50–250 kg kwasu mrówkowego. Produkty utlenienia rozdzielane są za pomocą destylacji azeotropowej w mieszaninie z benzenem lub chlorowanymi węglowodorami.
Ze źródeł odnawialnych:
- katalityczne uwodornienie dwutlenku węgla[27][29]:

CO
2 + H
2  →  HCOOH
- produkcja z biomasy[24][29]

Inne metody
Teoretycznie możliwa jest także bezpośrednia synteza z wody i tlenku węgla:
H
2O + CO  ⇄ HCOOH
Dla przesunięcia równowagi w kierunku produktu wymagana jest bardzo wysoka temperatura i ciśnienie, i do czasu opracowania wydajnych katalizatorów proces ten jest nieopłacalny ekonomicznie.
Kwas mrówkowy powstaje także podczas utlenienia aldehydu mrówkowego. Można go także otrzymać przepuszczając pary metanolu i powietrze nad czernią platynową jako katalizatorem:
CH
3OH + O
2 → HCOOH + H
2O

## Właściwości
- Duża lotność, ciśnienie par 4,2 kPa (20 °C).
- Związek żrący i powodujący korozję.

Ze względu na obecność atomu wodoru przy węglu karbonylowym (ugrupowanie aldehydowe), wykazuje właściwości redukujące (czym wyróżnia się spośród innych prostych kwasów karboksylowych). Np. z roztworu azotanu srebra podgrzewanego z kwasem mrówkowym wydziela się metaliczne srebro; redukcji ulegają też jony rtęci, złota i platyny oraz niektóre związki organiczne, np. iminy.
Kwas mrówkowy hamuje aktywność enzymów, zwłaszcza katalaz. Optimum skuteczności działania przypada na zakres pH 3–4 i niżej. Przy pH 6,0 zawiera zaledwie 0,56% czynnej, niezdysocjowanej formy kwasu mrówkowego.

## Zastosowania
Ze względu na swoje właściwości grzybobójcze często wykorzystywany jako składnik preparatów grzybobójczych i zakwaszających. Często występuje w mieszaninach z innymi kwasami bądź naniesiony na nośnik. Ma szerokie zastosowanie w syntezie organicznej. W pszczelarstwie jest stosowany do zwalczania roztocza Varroa destructor.
Kwas mrówkowy jest stosowany również jako konserwant o silnych właściwościach grzybobójczych, przy wysokich stężeniach i niskim zakresie pH zakres jego działania obejmuje również bakterie. Jako dodatek do żywności ma oznaczenie E236.

## Zagrożenia
- NDSCh – 15 mg/m³, NDS – 5 mg/m³[9].